# Centre national des sciences spatiales
Le Centre national des sciences spatiales ou NSCC (acronyme de National Space Science Center) est un centre de recherche rattaché à l'Académie chinoise des sciences. Depuis une réforme intervenue en 2011, le gouvernement chinois: planification, développement,  lancement et gestion opérationnelle . 

## Historique
L'institut de recherche NSCC est créé en 1958 par l'Académie chinoise des sciences dans le but de développer le premier satellite artificiel chinois Dong Fang Hong I. Placé sous la direction du chercheur Jeoujang Jaw, l'institut réalise le modèle d'ingénierie du satellite qui sera confié à l'industrie en vue de la réalisation du modèle de vol lancé le 24 avril 1970. L'institut de recherche met sur pied et développe le programme de fusées-sondes chinois dont les premiers exemplaires sont lancés entre 1960 et 1965.
Par la suite NSCC joue un rôle crucial dans le développement de l'avionique et des charges utiles des satellites d'application, du programme spatial habité chinois et du programme chinois d'exploration lunaire Chang'e. À compter de l'an 2000 l'institut de recherche développe des missions spatiales scientifiques  comme Double Star (avec l'Agence spatiale européenne) ou la sonde spatiale Yinghuo 1 embarquée à bord de la mission russe Phobos-Grunt. 
En 2011 la Chine lance le programme prioritaire stratégique des sciences spatiales qui confie désormais à l'institut de recherche ma responsabilité nationale du développement des missions scientifiques chinoises. Dans le cadre du plan quinquennal en cours plusieurs études de faisabilité sont lancées e  cinq missions scientifiques ambitieuses sont programmées : les satellites DAMPE et HXMT dans  le domaine de l'astrophysique, QUESS pour les télécommunications quantiques, ShiJian-10 qui embarque des expériences de biologie spatiale  et KuaFu qui doit étudier l'influence du Soleil sur l'atmosphère terrestre. NSCC est également chargé dans le cadre de ce programme de définir le contenu des prochaines missions spatiales scientifiques. L'institut de recherche qui s'appelait jusque-là Centre pour les sciences spatiales et la recherche appliquée ou CSSAR prend son nom actuel.

## Ressources
NSCC, dont le siège est à Pékin, emploie en 2015 680 personnes dont 299 professeurs ou assistants. Il héberge le centre de recherche météorologique chinois et dispose d'un site de lancement de fusées-sondes dans la province de Hainan.

## Projets

### Missions en cours de développement ou opérationnelles
- DAMPE (2015) observatoire spatial des rayons gamma à haute énergie et des rayons cosmiques. Détection de la matière noire
- QUESS (2016) Expérience de télécommunications reposant sur l'intrication quantique.
- HXMT (2016) Observatoire spatial des hautes énergie (rayons X)
- KuaFu (2017) Étude de l'influence du Soleil sur les couches supérieures de l'atmosphère terrestre

- Développement des charges utiles des familles de satellites météorologiques FY et de satellites d'observation de la Terre Haiyang (étude des océans).

- Projet Meridian (international) : réseau de stations météorologiques terrestres positionnées sur le cercle polaire

### Missions à l'étude
Missions sélectionnées en 2011 : 
- Solar Polar ORbit Telescope (SPORT)
- Magnetosphere-Ionosphere-Thermosphere Coupling exploration (MIT),
- X-ray Timing and Polarization mission (XTP)
- Space Millimeter Wave VLBI Array

Missions sélectionnées en 2013 :
- Search for Terrestrial Exo-Planets (STEP),
- Advanced Space-based Solar Observatory (ASO-S),
- Einstein-Probe (EP)
- Water Cycle Observation Mission (WCOM)

### Missions achevées
- Dong Fang Hong I (1970)
- Double Star (2007) Étude de la magnétosphère terrestre, développé avec l'Agence spatiale européenne
- Yinghuo 1 (2011) microsatellite embarqué par la sonde spatiale russe Phobos-Grunt
- Expériences scientifiques embarquées à bord des missions spatiales habitées du Programme Shenzhou
- Instruments scientifiques embarqués à bord des sondes spatiales Chang'e du Programme chinois d'exploration lunaire